# Sebago
Sebago város az USA Maine államában, Cumberland megyében. Lakosainak száma 1911 fő (2020. április 1.).

## Népesség
A település népességének változása:

| 2010 | 1 719 |
| 2020 | 1 911 |